# Jiangling Motors

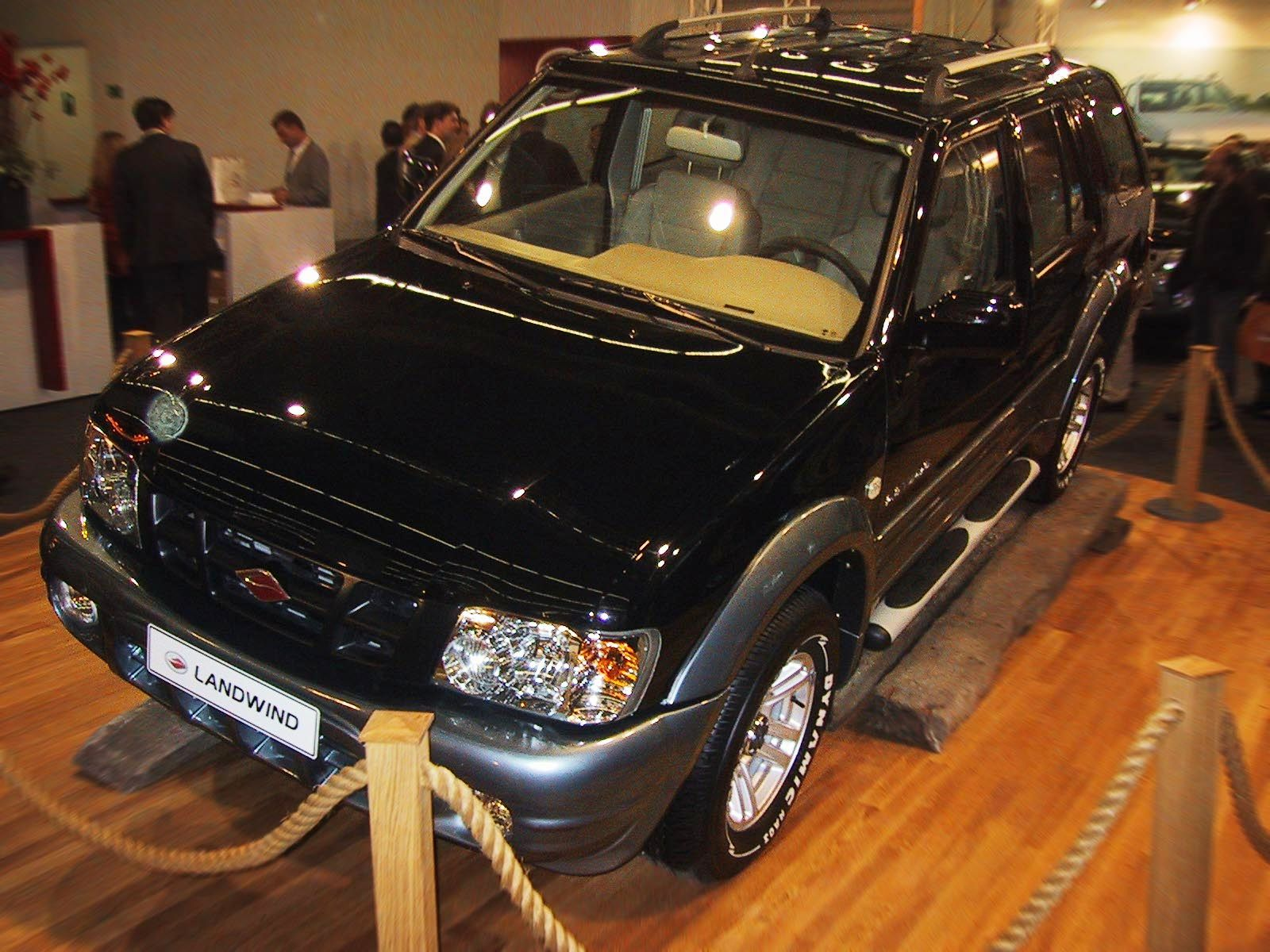
Modelo Landwind no IAA

Jiangling Motors Corporation Limited é uma montadora de automóveis chinesa que produz veículos sob a marca Landwind.

## Modelos
- Landwind SUV / Landwind Simen
- Landwind X6
- Landwind X9 / Landwind Double Gate
- Landwind Fashion / Landwind Lufengfengshang / Landwind CV9